# Ичеренкьой
„Ичеренкьой“ (на турски: İçerenköy) е квартал в район Аташехир, Истанбул, Турция. Населението му е 75 734 души (2007).
„Ичеренкьой“ е дом на Швейцарската болница (на турски: İsviçre Hastanesi), 5-звездните хотели Greenpark и Marriott и средното училище Hasan Leyli, което е най-голямото по рода си в „Аташехир“.
Близостта му до транспортни съоръжения и лесният достъп, както и скорошната му[поясни] модернизация, го правят търсен квартал.